# Bala Garba Jahumpa
Ne doit pas être confondu avec Ibrahima Momodou Garba-Jahumpa.
Bala Garba Jahumpa (né le 20 juillet 1958 à Banjul, en Gambie), est un homme politique gambien, ministre des Affaires étrangères du 25 octobre 2006 au 15 septembre 2007.
Il fut ministre des Finances et des Affaires économiques de 1994 à juin 1995, ministre du Commerce, de l'Industrie et du Travail de juin à août 1995 et de nouveau ministre des Finances et des Affaires économiques d'août 1995 à mars 1997.